# Riola
Riola – gmina w Hiszpanii, w prowincji Walencja, we wspólnocie autonomicznej Walencja, o powierzchni 5,59 km². W 2011 roku liczyła 1876 mieszkańców.